# Derivată de ordinul al doilea

Graficul funcției (cu negru), prima sa derivată (cu roșu) și a doua
(cu albastru). Derivata a doua a unei funcții algebrice de gradul al treilea este o dreaptă

În calculul diferențial derivata de ordinul al doilea sau derivata a doua a unei funcții f este derivata derivatei lui f. Aproximativ vorbind, a doua derivată reflectă modul în care se variază variația unei cantități; de exemplu, a doua derivată a poziției unui obiect în funcție de timp este accelerația instantanee a obiectului sau cu cât variază viteza obiectului în funcție de timp. În notația Leibniz:
{\displaystyle \mathbf {a} ={\frac {d\mathbf {v} }{dt}}={\frac {d^{2}{\boldsymbol {x}}}{dt^{2}}},}
unde a este accelerația, v este viteza, t este timpul, x este poziția și d este diferența instantanee („delta”). Ultima expresie {\displaystyle {\tfrac {d^{2}{\boldsymbol {x}}}{dt^{2}}}} este a doua derivată a poziției x în funcție de timp.
Pe graficul unei funcții a doua derivată corespunde cu curbura sau concavitatea graficului. Graficul unei funcții cu o derivată a doua pozitivă este concav în sus, în timp ce graficul unei funcții cu o derivată a doua negativă se curbează în sens opus.

## Notații
De obicei derivata a doua a funcției {\displaystyle f(x)} se notează {\displaystyle f''(x)}. Adică:
{\displaystyle f''=\left(f'\right)'}
În notația Leibniz, derivata a doua a variabilei dependente y în funcție de variabila independentă x se scrie
{\displaystyle {\frac {d^{2}y}{dx^{2}}}.}
Notația provine din formula:
{\displaystyle {\frac {d^{2}y}{dx^{2}}}\,=\,{\frac {d}{dx}}\left({\frac {dy}{dx}}\right).}

### Notație alternativă
După cum s-a văzut în secțiunea anterioară, notația standard Leibniz pentru a doua derivată este {\textstyle {\frac {d^{2}y}{dx^{2}}}}. Însă această formă nu este una algebrică. Adică, deși este formată ca un raport de diferențe, fracția nu poate fi împărțită în bucăți, termenii nu pot fi anulați etc. Totuși, această limitare poate fi remediată folosind o formulă alternativă pentru a doua derivată. Aceasta provine din aplicarea regulii de derivare a unui raport la prima derivată. Asta duce la formula:
{\displaystyle y''(x)={\frac {d}{dx}}\left({\frac {dy}{dx}}\right)={\frac {d\left({\frac {dy}{dx}}\right)}{dx}}={\frac {d^{2}y}{dx^{2}}}-{\frac {dy}{dx}}{\frac {d^{2}x}{dx^{2}}}}
În această formulă {\displaystyle du} reprezintă operatorul diferențial aplicat funcției {\displaystyle u}, adică {\displaystyle d(u)}, {\displaystyle d^{2}u} înseamnă aplicarea operatorului diferențial de două ori, adică {\displaystyle d(d(u))}, iar {\displaystyle du^{2}} se referă la pătratul operatorului diferențial aplicat lui {\displaystyle u}, adică {\displaystyle (d(u))^{2}}.
Când sunt scrise în acest fel (și ținând seama de semnificația notației de mai sus), termenii celei de-a doua derivate pot fi manevrați ca orice alt termen algebric. De exemplu, formula funcției inverse pentru a doua derivată poate fi dedusă din operații algebrice asupra formulei de mai sus, precum și din teorema de derivare a funcțiilor compuse pentru a doua derivată. Însă, având în vedere complicațiile care apar, este discutabil dacă o astfel de modificare a notației merită să fie făcută.

## Gradul derivatei a doua
Pentru a obține a doua derivară se aplică același procedeu prin care se obține prima derivată, aplicat primei derivate:
{\displaystyle {\frac {d^{2}}{dx^{2}}}\left[x^{n}\right]={\frac {d}{dx}}{\frac {d}{dx}}\left[x^{n}\right]={\frac {d}{dx}}\left[nx^{n-1}\right]=n{\frac {d}{dx}}\left[x^{n-1}\right]=n(n-1)x^{n-2}.}
Ca umare, gradul derivatei a doua a unei funcții polinomiale este mai mic cu 2 față de gradul funcției.

### Exemplu
Fiind dată funcția
{\displaystyle f(x)=x^{3},}
derivata lui f este funcția
{\displaystyle f^{\prime }(x)=3x^{2}.}
A doua derivată a lui f este derivata lui {\displaystyle f^{\prime }}, adică
{\displaystyle f^{\prime \prime }(x)=6x.}

## Relația cu graficul funcției

Grafic al de la la
derivata a doua este, iar semnul său este astfel opusul celui al f. Tangenta este albastră unde funcția este convexă (deasupra tangentei), verde când este concavă (sub tangentă) și roșie în punctele de inflexiune:

### Concavitate
Derivata a doua a funcției f poate fi folosit pentru a determina concavitatea graficului f. O funcție a cărei a doua derivată este pozitivă va fi concavă în sus (numită și „convexă”), ceea ce înseamnă că tangenta se va afla sub graficul funcției. În mod similar, o funcție a cărei a doua derivată este negativă va fi concavă în jos (numită simplu „concavă”), iar tangentele sale  se vor afla deasupra graficului funcției.

### Puncte de inflexiune
Dacă a doua derivată a unei funcții își schimbă semnul, graficul funcției va trece de la concav la convex sau invers. Un punct în care se întâmplă acest lucru se numește punct de inflexiune. Presupunând că a doua derivată este continuă, ea trebuie să aibă valoarea zero în orice punct de inflexiune, deși nu orice punct în care a doua derivată este zero este în mod necesar un punct de inflexiune.

### Informații oferite de derivata a doua
Relația dintre a doua derivată și graficul funcției poate fi utilizată pentru a stabili dacă un punct staționar al unei funcții (adică un punct în care {\displaystyle f^{\prime }(x)=0}) este un maxim local sau un minim local. Adică:
- dacă {\displaystyle f''(x)<0}, atunci {\displaystyle f} are în {\displaystyle x} un maxim local;
- dacă {\displaystyle f''(x)>0}, atunci {\displaystyle f} are în {\displaystyle x} un minim local;
- dacă {\displaystyle f''(x)=0}, testul este neconcludent.

Motivul pentru care a doua derivată produce aceste rezultate poate fi ilustrat printr-o analogie din lumea reală. Considerând un corp (de exemplu un vehicul lansat în sus pe o pantă) care la început se deplasează înainte cu o viteză mare, dar cu o accelerație negativă. În mod clar, poziția corpului în punctul în care viteza ajunge la zero va fi distanța maximă față de poziția de pornire, după care viteza va deveni negativă și corpul se va deplasa înapoi. Același lucru este valabil și pentru minim, cu un corp care la început are o viteză negativă, dar o accelerație pozitivă.